# Magister Flykt
Magister Flykt är en svensk tecknad kortfilmsserie för barn från 1984 av Peter Cohen (manus och regi) och Olof Landström (animation), med Gösta Ekman som berättare. Filmserien spelades in av produktionsbolaget POJ-filmproduktion. Serien sändes ursprungligen i Sveriges Television under perioden 26-30 december 1984. Den består av fem avsnitt om vardera 15 minuter.

## Handling
Den tankspridde och vänlige Magister Flykt undervisar i en lågstadieklass. Bland eleverna finns Inga Sörman, som alltid kommer för sent, och tvillingarna Jansson, som får Magister Flykt att tappa tråden med sina kommentarer. Magister Flykt försöker göra allt för att faktiskt lära barnen något, men det är alltid något som stör, ofta Inga Sörman som ska berätta varför hon kom för sent.

## Avsnitt
- Engelsklektionen
- Geografilektionen
- Matematiklektionen
- Multiplikationstabellen
- En lektion i läsning

### Fotnoter
1. ↑  Svensk mediedatabas.[källa från Wikidata]
2. ↑  ”SVT, TV2 1984-12-25”. Svensk mediedatabas. 26 december 1984. https://smdb.kb.se/catalog/id/001721158. Läst 13 januari 2017.
3. ↑  ”SVT, TV2 1984-12-30”. Svensk mediedatabas. 30 december 1984. https://smdb.kb.se/catalog/id/001721172. Läst 13 januari 2017.